# Robert E. Parsons
Robert E. Parsons, född 15 april 1892, död 1966, var en amerikansk politiker som var viceguvernör i Connecticut från 1948 till 1949.

## Tidigt liv
Robert E. Parsons föddes i Unionville, Farmington, Hartford County, Connecticut, den 15 april 1892. Han var bilhandlare i Farmington. Det finns fortfarande en bilaffär som heter Robert E. Parsons Chevrolet Dealership i Farmington.

## Politisk karriär
Parsons var medlem av Republikanerna. Han var ledamot av Connecticuts representanthus från Farmington med början 1933 och fortsatte till 1940. Han var ledamot av Connecticuts senat för 5:e distriktet från 1943 till 1945.
Den 7 mars 1948, när James C. Shannon efterträdde James L. McConaughy som guvernör i Connecticut på grund av den förres bortgång, efterträdde Parsons Shannon som viceguvernör i Connecticut. Shannon och Parsons tjänstgjorde återstoden av mandatperioden för guvernörs- och viceguvernörsämbetena, som tog slut den 5 januari 1949.
Parsons avled 1966.